# Amatlán de Cañas
Amatlán de Cañas é um município do estado de Nayarit, no México.